# Bachtiar Siagian
Bachtiar Siagian (ur. 19 lutego 1923 w Binjai, zm. 19 marca 2002 w Dżakarcie) – indonezyjski reżyser filmowy i scenarzysta. Okres jego kariery przypadł na lata 1955–1965.
Jego piąty film, Turang (1957), zdobył cztery nagrody Citra (Festival Film Indonesia). Prawie żaden z jego filmów nie przetrwał do naszych czasów, z wyjątkiem filmu Violetta (1962), który jest przechowywany w archiwach Sinematek.